# Onthophagus picipennis
Onthophagus picipennis är en skalbaggsart som beskrevs av Hope 1841. Onthophagus picipennis ingår i släktet Onthophagus och familjen bladhorningar. Inga underarter finns listade i Catalogue of Life.